# Syrrhopodon bartramii
Syrrhopodon bartramii är en bladmossart som beskrevs av H. O. Whittier in H. A. Miller, H. O. Whittier och Bonner 1963. Syrrhopodon bartramii ingår i släktet Syrrhopodon och familjen Calymperaceae. Inga underarter finns listade i Catalogue of Life.